# Персичетти, Боб
Ро́берт Персиче́тти (англ. Robert Persichetti) — американский кинорежиссёр, сценарист и художник-мультипликатор. Он дебютировал как режиссёр в фильме «Человек-паук: Через вселенные» (2018), вместе с Питером Рэмси и Родни Ротманом.

## Фильмография

### Режиссёр
- «Человек-паук: Через вселенные» (2018)

### Сценарист
- «Маленький принц» (2015)

### Художник раскадровки
- «Шрек 2» (2004)
- «Уоллес и Громит: Проклятие кролика-оборотня» (2005)
- «Смывайся!» (2006)
- «Шрек: Рождество» (2007)
- «Монстры против пришельцев» (2009)

### Художник-фазовщик
- «Геркулес (мультфильм)» (1997)
- «Мулан» (1998)
- «Тарзан» (1999)
- «Фантазия 2000» (1999)
- «Похождения императора» (2000)
- «Атлантида: Затерянный мир» (2001)
- «Планета сокровищ» (2002)

## Награды и номинации
| Награда                                              | Дата церемонии  | Категория                                               | Получатели                                                                           | Результат | Прим. |
| ---------------------------------------------------- | --------------- | ------------------------------------------------------- | ------------------------------------------------------------------------------------ | --------- | ----- |
| Academy Awards                                       | 24 февраля 2019 | Лучший анимационный фильм                               | Боб Персичетти, Питер Рэмси, Родни Ротман, Фил Лорд и Кристофер Миллер               | Победа    | [ 1 ] |
| Alliance of Women Film Journalists                   | 10 января 2019  | Лучший анимационный фильм                               | Боб Персичетти, Питер Рэмси, Родни Ротман                                            | Победа    | [ 2 ] |
| Annie Awards                                         | 2 февраля 2019  | Выдающееся достижение за режиссуру анимационных фильмов | Боб Персичетти, Питер Рэмси, Родни Ротман                                            | Победа    | [ 3 ] |
| BAFTA Awards                                         | 10 февраля 2019 | Лучший анимационный фильм                               | Боб Персичетти, Питер Рэмси, Родни Ротман, и Фил Лорд                                | Победа    | [ 4 ] |
| Chicago Film Critics Association Awards              | 7 декабря 2018  | Лучший анимационный фильм                               | Боб Персичетти, Питер Рэмси, Родни Ротман                                            | Победа    | [ 5 ] |
| Critics' Choice Movie Awards                         | 13 января 2019  | Лучший анимационный фильм                               | Bob Persichetti, Peter Ramsey and Rodney Rothman                                     | Победа    | [ 6 ] |
| Golden Globe Awards                                  | 6 января 2019   | Лучший анимационный фильм                               | Боб Персичетти, Питер Рэмси, Родни Ротман, Фил Лорд и Кристофер Миллер и Эми Паскаль | Победа    | [ 7 ] |
| Washington D.C. Area Film Critics Association Awards | 3 декабря 2018  | Лучший анимационный фильм                               | Боб Персичетти, Питер Рэмси, Родни Ротман                                            | Номинация | [ 8 ] |